# هانس جرام (أستاذ جامعي)
هانس جرام (بالدنماركية: Hans Gram)‏ هو مؤرخ وأمين مكتبة دنماركي، ولد في 28 أكتوبر 1685 في يوتلاند في الدنمارك، وتوفي في 19 فبراير 1748 في كوبنهاغن في الدنمارك.